# Aire urbaine d'Annonay
L'aire urbaine d'Annonay est une aire urbaine française centrée sur l'unité urbaine d'Annonay. Composée de 25 communes ardéchoises, elle comptait 45 680 habitants en 2013.

## Caractéristiques
D'après la définition qu'en donne l'INSEE, l'aire urbaine d'Annonay est composée de 22 communes, situées dans l'Ardèche. Ses 39 507 habitants font d'elle la 166e aire urbaine de France.
5 communes de l'aire urbaine sont des pôles urbains.
Le tableau suivant détaille la répartition de l'aire urbaine sur le département (les pourcentages s'entendent en proportion du département) :
| Département | Communes | Communes (%) | Superficie (km²) | Superficie (%) | Population (1999) | Population (%) |
| ----------- | -------- | ------------ | ---------------- | -------------- | ----------------- | -------------- |
| Ardèche     | 22       | 6,5          | 279,03           | 5,0            | 39 507            | 13,8           |